# PZT
Les PZT, ou titano-zirconates de plomb, sont des composés chimiques (toxiques et écotoxiques) de formule PbZrxTi1−xO3, où 0 ≤ x ≤ 1. Il s'agit de céramiques de structure pérovskite présentant plusieurs propriétés intéressantes :
- ferroélectricité, c'est-à-dire qu'elles ont une polarisation électrique spontanée, qui peut être inversée par l'application d'un champ électrique ;
- piézoélectricité, c'est-à-dire qu'elles peuvent changer de forme si on leur applique un champ électrique, ou qu'elles peuvent générer une tension électrique entre deux faces lorsqu'on leur applique une déformation — propriété particulièrement utile pour les capteurs, les transducteurs, les actionneurs au sens large, etc. ;
- pyroélectricité, c'est-à-dire qu'elles peuvent générer une tension électrique lorsqu'on modifie leur température, d'où des applications dans les sondes de température.

Ces matériaux ont été développés vers 1952 à l'université de technologie de Tokyo. Ils présentent une meilleure sensibilité et des températures d'utilisation plus élevées que le titanate de baryum BaTiO3 utilisé jusqu'alors. Leur permittivité est particulièrement élevée, de l'ordre de 10 000 pour le PbZr0,52Ti0,48O3 à proximité de la limite de phase morphotrope (MPB) à 456,85 °C (température de Curie) et 100 kHz, voire davantage en fonction du dopage, ces matériaux surclassant les matériaux piézoélectriques classiques tels que le quartz SiO2 ou les langasites La3Ga5SiO14. Certaines formulations sont ohmiques jusqu'à au moins 250 kV/cm, soit 25 MV/m, seuil au-delà duquel l'intensité du courant électrique croît exponentiellement en fonction du champ électrique avant d'atteindre l'effet d'avalanche. Les PZT ont un comportement retardé, l'avalanche pouvant survenir après plusieurs minutes à quelques heures d'application continue d'une tension constante, durée variant en fonction de la tension et de la température, de sorte que la rigidité diélectrique de ces matériaux dépend de l'échelle de temps pendant laquelle elle est mesurée.
Les PZT sont parmi les céramiques piézoélectriques les plus couramment utilisées en raison de leur résistance mécanique, de leur inertie chimique, de leur facilité de mise en forme et de leurs coûts de production relativement bas. 
Leurs propriétés mécaniques, diélectriques, de couplage, de pertes, sont modulables selon leur teneur en zirconium et en titane.
On leur cherche des alternatives aussi efficaces mais moins toxiques ou non-toxiques, le candidat le plus prometteur (depuis un article paru dans Nature en 2004 par Saito et al.) étant, encore au début des années 2020 (K, Na)NbO3 (KNN).

## Applications industrielles
Dans les produits commercialisés, les PZT ne sont généralement pas intégrés sous leur forme pure mais sont dopés en éléments accepteurs, qui introduisent des trous dans le matériau, ou donneurs, qui introduisent des électrons : un dopage en accepteurs donne un PZT « dur », dans lequel le mouvement des parois de domaines est freiné en diminuant les pertes mais aussi les coefficients piézoélectriques, tandis qu'un dopage en donneurs donne un PZT « mou », dans lequel les coefficients peiézoélectriques sont plus élevés, mais les pertes internes également. Ils sont mis en forme comme pièces massives, comme revêtement en couche mince, ou encore en gel polymérisé (par exemple pour microsystèmes électromécaniques).
On retrouve les PZT par exemple dans les transducteurs à ultrasons, les condensateurs céramiques (en), les mémoires FeRAM, les actionneurs pour microscopes à effet tunnel et microscopes à force atomique ou en optique adaptative en astronomie, voire les capteurs pour échographie, sonars, radars et détecteurs infrarouges. On les utilise également dans les résonateurs céramiques pour le cadencement des circuits électroniques. Les Laboratoires Sandia ont mis au point en 1975 des lunettes anti-flash intégrant des PLZT Pb1–y Lay (Zr1–xTix)1–y/4O3, avec des cations de lanthane La3+ substitués à certains cations de plomb Pb2+, pour protéger les équipages aériens des brûlures et de l'aveuglement provoqués par les explosions nucléaires : les verres en PLZT peuvent s'opacifier sous l'effet du flash lumineux en moins de 150 µs.

Les PZT sont des DEEE.

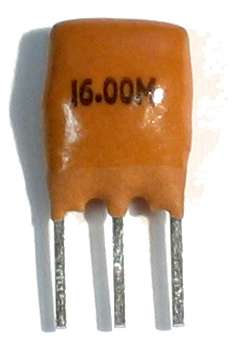
Résonateur céramique 16 MHz en PZT.
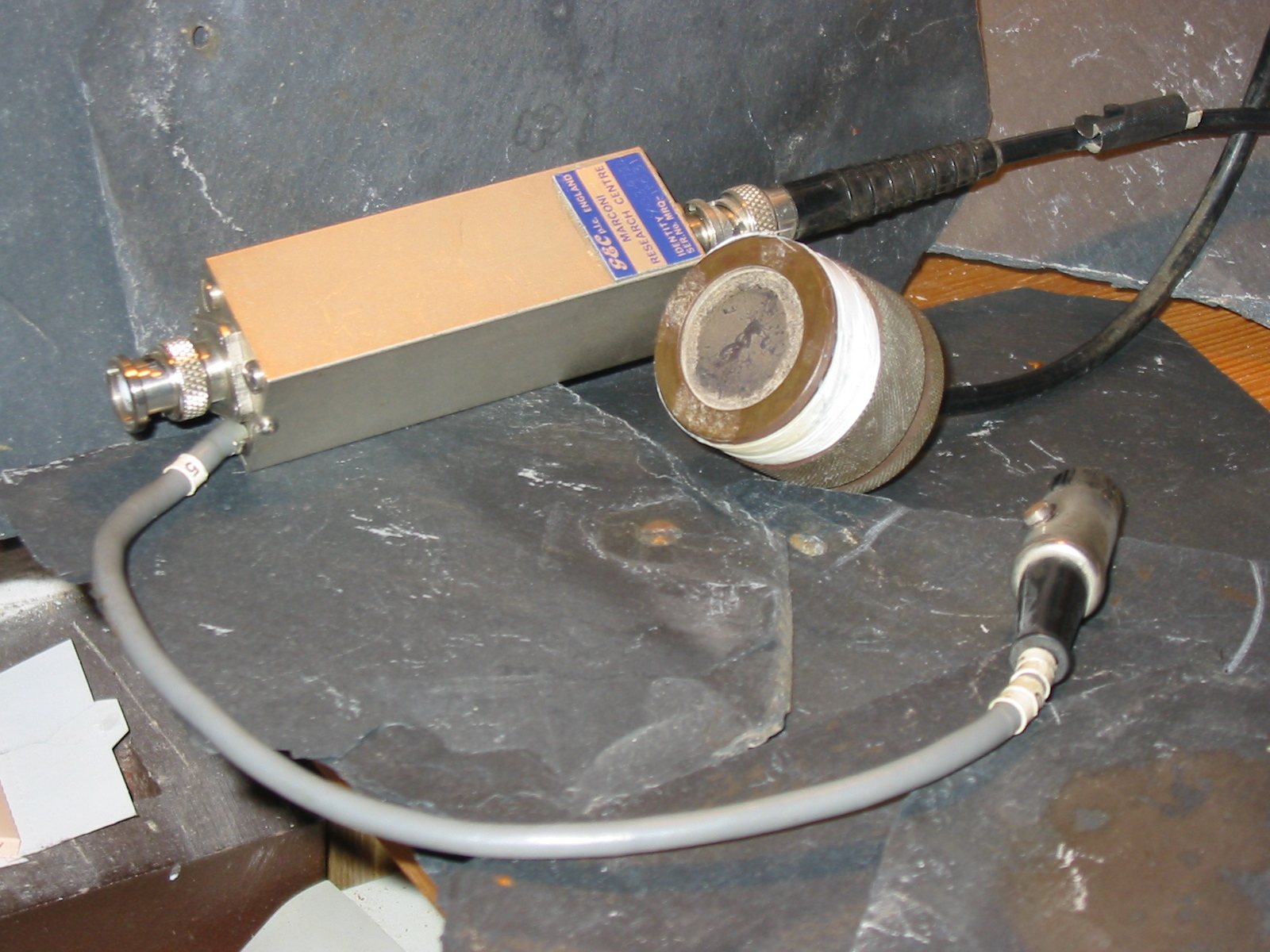
Transducteur à ultrasons en PZT de 32 mm.

## Risques, précaution d'usage, fin de vie
En raison de leur toxicité, en fin de vie, les PZT doivent être traité comme déchets dangereux et, dans les pays où ce type de législation et filière existent, pris en charge par la filière déchets d'équipements électriques et électroniques (DEEE).